# Ismaël Bennacer
Ismaël Bennacer (Arles, 1 de dezembro de 1997) é um futebolista argelino que atua como meio-campista. Atualmente, joga pelo Olympique de Marseille, emprestado pelo Milan.

## Carreira
Revelado pelo Arles-Avignon, time de sua cidade natal, jogou inicialmente pelos reservas entre 2014 e 2015, sendo promovido ao elenco principal neste último ano. Ainda em 2015, chegou ao Arsenal, fazendo seu único jogo como profissional dos Gunners em outubro, pela Copa da Liga, na derrota por 3 a 0 frente ao Sheffield Wednesday no lugar do lesionado Theo Walcott - este, ironicamente, havia substituído Alex Oxlade-Chamberlain, que também deixara o campo machucado. Em 31 de janeiro de 2017 foi anunciado pelo Tour por empréstimo para o restante da temporada 2016-17.

## Carreira Internacional
Tendo jogado nos times Sub-18 e Sub-19 da França por 2 anos, Bennacer optou, em julho de 2016, em jogar pela Argélia, tendo estreado frente ao Lesoto, onde as Raposas venceram por 6 a 0.
Foi convocado à Copa Africana de Nações de 2017 no lugar de Saphir Taïder, que havia se lesionado em um treino. Mais jovem atleta do elenco (19 anos de idade), Bennacer não entrou em campo em nenhum dos 3 jogos da Argélia, que amargou a eliminação na primeira fase.
Voltou a ser convocado na edição posterior, a Copa Africana de Nações de 2019, titular da seleção, Bennacer foi escolhido o melhor jogador da fase de grupos pela Confederação Africana de Futebol.  Algumas semanas depois, a Argélia conquistou a Copa Africana de Nações, e Bennacer foi eleito o melhor jogador da competição. 

## Títulos
Milan
- Campeonato Italiano: 2021–22
- Supercopa da Itália: 2024

Argélia
- Campeonato Africano das Nações: 2019

### Prêmios individuais
- Melhor jogador do Campeonato Africano das Nações: 2019